# Anhalt (Familienname)
Anhalt ist ein deutscher Familienname.

## Namensträger

### A
- Adelheid Marie von Anhalt-Dessau (1833–1916), durch Heirat Herzogin von Nassau und Großherzogin von Luxemburg
- Adolf von Anhalt-Zerbst (1458–1526), deutscher Geistlicher, Bischof von Merseburg
- Agnes III. von Anhalt (1445–1504), Äbtissin des Kaiserlich freien weltlichen Reichsstifts Gandersheim
- Agnes Hedwig von Anhalt (1573–1616), Kurfürstin von Sachsen und Herzogin von Schleswig-Holstein-Sonderburg
- Agnes von Hessen-Kassel (1606–1650), Prinzessin von Hessen-Kassel und durch Heirat Fürstin von Anhalt-Dessau
- Agnes von Anhalt-Dessau (1824–1897), Prinzessin von Anhalt-Dessau und Herzogin von Sachsen-Altenburg
- Agnes Magdalene von Anhalt-Dessau (1590–1626), Prinzessin von Anhalt-Dessau und Landgräfin von Hessen-Kassel
- Albrecht von Anhalt (1735–1802), deutscher Generalmajor
- Anna Maria von Anhalt (1561–1605), askanische Prinzessin, Fürstäbtissin von Gernrode und Herzogin von Brieg, Liegnitz, Wohlau und Ohlau
- Anna Sophia von Anhalt (1584–1652), Gründerin der Tugendliche Gesellschaft und Förderin des Schul- und Kirchenwesens
- Anna Elisabeth von Anhalt-Bernburg (1647–1680), Prinzessin von Anhalt-Bernburg und Herzogin von Württemberg-Bernstadt
- Anna Elisabeth von Anhalt-Dessau (1598–1660), Prinzessin von Anhalt-Dessau und Gräfin von Bentheim-Steinfurt
- Anna Wilhelmine von Anhalt-Dessau (1715–1780), Prinzessin von Anhalt-Dessau
- Anna Luise Föhse (1677–1745), durch Heirat Fürstin von Anhalt-Dessau
- Anna Emilie von Anhalt-Köthen-Pleß (1770–1830), Prinzessin von Anhalt-Köthen und Erbin der Standesherrschaft Pleß
- August Ludwig von Anhalt-Köthen (1697–1755), Fürst von Anhalt-Köthen, siehe August Ludwig (Anhalt-Köthen)
- August Christian Friedrich von Anhalt-Köthen (1769–1812), Landesfürst aus dem Hause der Askanier, siehe August Christian (Anhalt-Köthen)
- August von Anhalt-Plötzkau (1575–1653), Fürst von Anhalt-Plötzkau, siehe August (Anhalt-Plötzkau)
- August Anhalt (1899–1975), deutscher Maler
- Auguste von Anhalt-Dessau (1793–1854), Prinzessin von Anhalt-Dessau und durch Heirat Fürstin von Schwarzburg-Rudolstadt

### B
- Bernhard von Anhalt (1571–1596), Oberst des Obersächsischen Reichskreises
- Bernhard I., Fürst von Anhalt-Bernburg (1218–1287), anhaltischer Landesfürst aus dem Geschlecht der Askanier, siehe Bernhard I. (Anhalt-Bernburg)
- Bernhard II., Fürst von Anhalt-Bernburg (um 1260–1323?), anhaltischer Landesfürst aus dem Geschlecht der Askanier, siehe Bernhard II. (Anhalt-Bernburg)
- Bernhard III., Fürst von Anhalt-Bernburg († 1348), anhaltischer Landesfürst aus dem Geschlecht der Askanier, siehe Bernhard III. (Anhalt)
- Bernhard IV., Fürst von Anhalt-Bernburg († 1354), anhaltischer Landesfürst aus dem Geschlecht der Askanier, siehe Bernhard IV. (Anhalt)
- Bernhard VII. von Anhalt (1540–1570), Fürst von Anhalt, siehe Bernhard VII. (Anhalt)

### D
- Dorothea Maria von Anhalt  (1574–1617),  Prinzessin von Anhalt, Äbtissin des freien weltlichen Stiftes Gernrode und Frose, durch Heirat Herzogin von Sachsen-Weimar

### E
- Edna Anhalt (1914–1987), US-amerikanische Drehbuchautorin und Filmproduzentin
- Eduard Prinz von Anhalt (* 1941), deutscher Journalist, Buchautor und Familienoberhaupt der Askanier
- Edward Anhalt (1914–2000), US-amerikanischer Drehbuchautor
- Eleonore von Anhalt-Zerbst (1608–1681), Prinzessin von Anhalt-Zerbst und Herzogin von Schleswig-Holstein-Sonderburg-Norburg
- Eleonore Dorothea von Anhalt-Dessau (1602–1664), Prinzessin von Anhalt-Dessau und Herzogin von Sachsen-Weimar
- Eleonore Marie von Anhalt-Bernburg (1600–1657), Prinzessin von Anhalt-Bernburg und Herzogin von Mecklenburg-Güstrow
- Eleonore Wilhelmine von Anhalt-Köthen (1696–1726), Prinzessin von Anhalt-Köthen und von Sachsen-Merseburg und Herzogin von Sachsen-Weimar
- Eleonore von Württemberg (1552–1618), durch Heirat Fürstin von Anhalt
- Emanuel von Anhalt-Köthen (1631–1670), Fürst von Anhalt-Plötzkau und Fürst von Anhalt-Köthen, siehe Emanuel (Anhalt-Köthen)
- Emanuel Lebrecht von Anhalt-Köthen (1671–1704), deutscher Landesfürst, siehe Emanuel Lebrecht (Anhalt-Köthen)
- Emil Anhalt (1816–1896), deutscher Schriftsteller

### F
- Frédéric von Anhalt (* 1943), deutscher Prominenter
- Friederike Auguste Sophie von Anhalt-Bernburg (1744–1827), durch Heirat Fürstin von Anhalt-Zerbst
- Friedrich von Anhalt (1732–1794), Graf von Anhalt und preußischer, sächsischer und russischer General
- Friedrich (Anhalt-Bernburg-Schaumburg-Hoym) (1741–1812), Fürst von Anhalt-Bernburg-Schaumburg-Hoym
- Friedrich (Anhalt-Harzgerode) (1613–1670), Fürst von Anhalt-Harzgerode
- Friedrich Albrecht (Anhalt-Bernburg) (1735–1796), Fürst von Anhalt-Bernburg
- Friedrich August (Anhalt-Zerbst) (1734–1793), Fürst von Anhalt-Zerbst
- Friedrich Erdmann (Anhalt-Köthen-Pleß) (1731–1797), Fürst zu Anhalt-Köthen-Pleß
- Friedrich Wilhelm Karl Franz von Anhalt (1769–1837), preußischer Generalmajor

### G
- Georg I. von Anhalt-Zerbst (ca. 1390–1474), Fürst von Anhalt-Zerbst, siehe Georg I. (Anhalt-Zerbst)
- Georg II. von Anhalt (1454–1509), Fürst von Anhalt-Köthen, siehe Georg II. (Anhalt)
- Georg III. von Anhalt-Plötzkau (1507–1553), Mitregent im Fürstentum Anhalt, Fürst von Anhalt-Plötzkau sowie Priester, siehe Georg III. (Anhalt-Plötzkau)
- Georg von Anhalt-Dessau (1796–1865), Prinz von Anhalt-Dessau
- Gert Anhalt (* 1963), deutscher Journalist und Autor
- Gisela Agnes von Anhalt-Köthen (1722–1751), Prinzessin von Anhalt-Köthen und durch Heirat Fürstin von Anhalt-Dessau

### H
- Hans Anhalt (1908–1975), deutscher SS-Sturmmann und Aufseher im KZ Auschwitz
- Heinrich Wilhelm von Anhalt (1734–1801), deutscher Generalleutnant

- Henriette Amalie von Anhalt-Dessau (1666–1726), Fürstin zu Nassau-Dietz
- Henriette Amalie von Anhalt-Dessau (1720–1793), Stiftsdame in Herford
- Henriette Catharina von Anhalt-Dessau (1637–1708), Prinzessin aus dem Haus Oranien und Fürstin von Anhalt-Dessau, siehe Henriette Catharina von Oranien-Nassau
- Henriette Katharina Agnes von Anhalt-Dessau (1744–1799), Prinzessin von Anhalt-Dessau, Dechantin im Stift Herford, Freifrau von Loën

### I
- István Anhalt (1919–2012), ungarisch-kanadischer Komponist

### J
- Joachim I. von Anhalt (1509–1561), Fürst von Anhalt-Dessau, siehe Joachim (Anhalt)
- Joachim Ernst von Anhalt (1536–1586), Fürst von Anhalt, siehe Joachim Ernst (Anhalt)
- Johann IV. Fürst von Anhalt (1504–1551), Fürst von Anhalt-Zerbst, siehe Johann IV. (Anhalt-Zerbst)
- Johann Georg von Anhalt-Dessau (1748–1811), Prinz von Anhalt-Dessau, preußischer General der Infanterie und Gründer der Garten- und Schlossanlage Georgium bei Dessau
- Johann Georg I., Fürst von Anhalt-Dessau (1567–1618), Fürst von Anhalt-Dessau, siehe Johann Georg I. (Anhalt-Dessau)
- Johann Georg II., Fürst von Anhalt-Dessau (1627–1693), Fürst zu Anhalt-Dessau, siehe Johann Georg II. (Anhalt-Dessau)
- Johann Kasimir von Anhalt-Dessau (1596–1660), Fürst von Anhalt-Dessau, siehe Johann Kasimir (Anhalt-Dessau)
- Johann IV. von Anhalt-Zerbst (1504–1551), Fürst von Anhalt-Zerbst, siehe Johann IV. (Anhalt-Zerbst)
- Johann VI. von Anhalt-Zerbst (1621–1667), Fürst von Anhalt-Zerbst, siehe Johann VI. (Anhalt-Zerbst)
- Johann August von Anhalt-Zerbst (1677–1742), Fürst von Anhalt-Zerbst, siehe Johann August (Anhalt-Zerbst)
- Johann Ludwig I. von Anhalt-Zerbst (1656–1704), Fürst von Anhalt-Zerbst, siehe Johann Ludwig I. (Anhalt-Zerbst)
- Johann Adolf von Anhalt-Zerbst (1654–1726), Prinz von Anhalt-Zerbst, Militär und Kirchenlieddichter
- Johann Friedrich von Anhalt-Zerbst (1695–1742), Prinz von Anhalt-Zerbst und kaiserlicher General

- Johann Georg von Anhalt-Dessau (1748–1811), Prinz von Anhalt-Dessau, preußischer General der Infanterie und Gründer der Garten- und Schlossanlage Georgium bei Dessau
- Johann Georg I., Fürst von Anhalt-Dessau (1567–1618), Fürst von Anhalt-Dessau, siehe Johann Georg I. (Anhalt-Dessau)
- Johann Georg II., Fürst von Anhalt-Dessau (1627–1693), Fürst zu Anhalt-Dessau, siehe Johann Georg II. (Anhalt-Dessau)
- Johann Kasimir, Fürst von Anhalt-Dessau (1596–1660), Fürst zu Anhalt-Dessau, siehe Johann Kasimir (Anhalt-Dessau)
- Johanna Charlotte von Anhalt-Dessau (1682–1750), Prinzessin von Anhalt-Dessau, Markgräfin von Brandenburg-Schwedt, Fürstäbtissin von Herford
- Johanna Elisabeth von Nassau-Hadamar (1619–1647), durch Heirat Fürstin von Anhalt-Harzgerode
- Johanna Elisabeth von Schleswig-Holstein-Gottorf (1712–1760), Fürstin und Regentin von Anhalt-Zerbst

### K
- Karl Philipp von Anhalt (1732–1806), preußischer General

### L
- Leopold Ludwig von Anhalt (1729–1795), Graf von Anhalt und preußischer General der Infanterie
- Leopold von Anhalt-Dessau (1855–1886), Erbprinz des Herzogtums Anhalt
- Leopold I. von Anhalt-Dessau (1676–1747), deutscher Fürst, Landesherr von Anhalt-Dessau, Reichsgeneralfeldmarschall des Heiligen Römischen Reiches, preußischer Heeresreformer und Generalfeldmarschall, siehe Leopold I. (Anhalt-Dessau)
- Leopold II. Maximilian von Anhalt-Dessau (1700–1751), Fürst von Anhalt-Dessau und preußischer General, siehe Leopold II. Maximilian (Anhalt-Dessau)
- Leopold III. Friedrich Franz von Anhalt-Dessau (1740–1817), Fürst und Herzog von Anhalt-Dessau, siehe Leopold III. Friedrich Franz (Anhalt-Dessau)
- Leopold IV. Friedrich von Anhalt-Dessau (1794–1871), deutscher Regent, siehe Leopold IV. Friedrich (Anhalt-Dessau)
- Leopold von Anhalt-Köthen (1694–1728), Fürst von Anhalt-Köthen, siehe Leopold (Anhalt-Köthen)
- Leopoldine Marie von Anhalt-Dessau (1716–1782), durch Heirat Markgrafin von Brandenburg-Schwedt
- Ludwig I. (Anhalt-Köthen) (1579–1650), Fürst von Anhalt-Köthen
- Ludwig von Anhalt-Köthen (1778–1802), Prinz von Anhalt-Köthen
- Ludwig (Anhalt-Köthen) (1802–1818), Herzog von Anhalt-Köthen
- Ludwig der Jüngere von Anhalt-Köthen (1607–1624), anhaltischer Thronfolger
- Ludwig (Anhalt-Köthen-Pleß) (1783–1841), Fürst zu Anhalt-Köthen-Pleß

### M
- Magdalena Augusta von Anhalt-Zerbst (1679–1740), Herzogin von Sachsen-Gotha-Altenburg
- Magnus von Anhalt (1455–1524), deutscher Fürst und Dompropst
- Marcus Prinz von Anhalt (* 1966), deutscher Kaufmann und Bordellbetreiber
- Maria Anna von Anhalt-Dessau (1837–1906), Prinzessin von Anhalt-Dessau

- Maria Anna von Anhalt-Dessau (1837–1906), Prinzessin von Anhalt-Dessau
- Maria Leopoldine von Anhalt-Dessau (1746–1769), Prinzessin von Anhalt-Dessau und Fürstin zur Lippe-Detmold
- Marie Auguste von Anhalt (1898–1983), Prinzessin von Anhalt
- Marie Eleonore von Anhalt-Dessau (1671–1756), Prinzessin von Anhalt-Dessau, Fürstin Radziwiłł und Herzogin von Nieswicz und von Olyka
- Marie Friederike von Hessen-Kassel (1768–1839), durch Heirat Herzogin von Anhalt-Bernburg
- Marie Luise Charlotte von Hessen (1814–1895), durch Heirat Prinzessin von Anhalt-Dessau
- Marie Louise von Schleswig-Holstein-Sonderburg-Augustenburg (1872–1956), durch Heirat Prinzessin von Anhalt

### S
- Stefanie Anhalt (* 1968), deutsche Hörfunkmoderatorin

### U
- Utz Anhalt (* 1971), deutscher Publizist, Sozialrechtsexperte, Historiker, Journalist, Buchautor und Dozent

### V
- Viktor I. Amadeus (Anhalt-Bernburg) (1634–1718), Fürst
- Viktor II. Friedrich (Anhalt-Bernburg) (1700–1765), Fürst
- Viktor I. Amadeus Adolf (Anhalt-Bernburg-Schaumburg-Hoym) (1693–1772), Fürst
- Viktor II. Karl Friedrich (Anhalt-Bernburg-Schaumburg-Hoym) (1767–1812), Fürst
- Viktor Amadeus von Anhalt-Bernburg-Schaumburg-Hoym (1744–1790), Prinz und russischer General
- Viktor Lebrecht von Anhalt-Bernburg-Schaumburg-Hoym (1711–1737), Prinz
- Viktoria Charlotte von Anhalt-Bernburg-Schaumburg-Hoym (1715–1792), Prinzessin von Anhalt-Bernburg-Schaumburg-Hoym und Markgräfin von Brandenburg-Bayreuth
- Viktoria Hedwig Karoline von Anhalt-Bernburg-Schaumburg-Hoym (1749–1841), Prinzessin von Anhalt-Bernburg-Schaumburg-Hoym, Freifrau von Bärental und Marquise de Favras

### W
- Wilhelm Anhalt (1917–1979), deutscher Fregattenkapitän der Bundesmarine und Politiker
- Wilhelm von Anhalt (1727–1760), Graf von Anhalt und preußischer Oberstleutnant
- Wilhelm von Anhalt-Dessau (1807–1864), Prinz von Anhalt-Dessau
- Wilhelm Gustav von Anhalt-Dessau (1699–1737), preußischer Generalleutnant
- Wilhelm von Anhalt-Bernburg (1771–1799), Militär
- Wilhelm von Anhalt-Bernburg-Harzgerode (1643–1709), Fürst von Anhalt-Harzgerode, siehe Wilhelm (Anhalt-Harzgerode)
- Wilhelm Ludwig von Anhalt-Köthen (1638–1665), Fürst von Anhalt-Köthen, siehe Wilhelm Ludwig (Anhalt-Köthen)